# Marah Roesli
Marah Roesli (ur. 7 sierpnia 1889 w Padangu, zm. 17 stycznia 1968 w Bandungu) – indonezyjski pisarz, uznawany za pioniera literatury indonezyjskiej.

## Życiorys
Urodził się 7 sierpnia 1889 w Padangu. Z wykształcenia był weterynarzem, rozpoznawalność zyskał jednak jako pisarz.
Najważniejszym dziełem pisarza jest powieść Sitti Nurbaya. Według publikacji Ensiklopedia Sastra Indonesia fikcyjna postać, którą stworzył – Siti Nurbaya – stała się „legendą narodu indonezyjskiego”.

## Twórczość książkowa
- Marah Rusli: Gadis jang malang. Weltevreden: Balai Poestaka, 1922. OCLC 63841028. Brak numerów stron w książce
- Marah Rusli: Siti Nurbaya. Kuala Lumpur: Pustaka Melayu Baru, 1966. OCLC 11150773. Brak numerów stron w książce
- Marah Rusli: Anak dan kemanakan. Melaka: Abbas Bandong, 1966. OCLC 10385375. Brak numerów stron w książce
- Marah Rusli: La Hami. Jakarta: Balai Pustaka, 1978. OCLC 9679653. Brak numerów stron w książce
- Marah Rusli: Sitti Nurbaya : kasih tak sampai. Jakarta: Balai Pustaka, 1982. OCLC 9688667. Brak numerów stron w książce
- Marah Rusli: Anak dan kemenakan. Jakarta: Balai Pustaka, 2000. ISBN 978-979-666-169-5. OCLC 52621860. Brak numerów stron w książce
- Marah Rusli: Sitti Nurbaya : a love unrealized. Jakarta: Lontar Foundation, 2009. ISBN 978-979-8083-79-2. OCLC 741104187. Brak numerów stron w książce